# Airo
A espécie Uria aalge, comummente conhecida como airo (também grafado airo-comum) é uma ave marinha caradriforme, da família dos larídeos.

## Nomes comuns
Além de «airo», esta espécie dá ainda pelos seguintes nomes comuns: arau (também grafado arau-comum)  e troile.

### Etimologia
Quanto ao nome científico, Uria aalge, desta espécie:
- o nome genérico, Uria, este provém do grego clássico ourein, que significa «mergulhar».[7]
- epíteto específico, aalge , é uma homenagem ao nome escandinavo desta espécie.[7]

Do que toca aos nomes comuns:
- «airo» e «arau» entraram no português por via do francês antigo hairon (actualmente grafado héron[8]), que significava «garça-real».[5] O sobredito termo francês, por sua vez, proveio do frâncico haigro[8] e este do étimo germânico hraigrōn, ambos os quais significavam «garça».[9]

- «troile» correlaciona-se com o epíteto específico desta espécie, ante o nome binomial sinonímico Colymbus troile.[6][10]

## Descrição
De aspecto semelhante a uma torda-mergulheira, distingue-se desta espécie pelo bico mais fino e pontiagudo. O espécime adulto alcança de 38 a 46 cm de comprimento. O seu aspecto exterior faz lembrar um pinguim, mas no entanto não está relacionado com estas aves. É branca com a plumagem da cabeça, costas e asas preta no norte da Europa. Contudo as aves que ocorrem em Portugal, pertencentes à subespécie U. a. albionis, têm as partes superiores de um tom castanho-escuro em vez de preto.
Alimenta-se no mar alto de peixes e outros animais marinhos, que captura com o bico, mergulhando até uma profundidade de 60 metros. Conseguem manter-se debaixo de água mais de dois minutos.
Cada fêmea põe um único ovo, com o formato de pêra, num local da falésia abrigado da luz do Sol.

## Distribuição
O seu habitat de nidificação são ilhas, costas rochosas e falésias:
- no oceano Atlântico, desde o norte da América do Norte até ao sul em New Brunswick, e, na Europa, até Portugal, principalmente nas Berlengas.
- no oceano Pacífico, desde as costas do norte do Alasca e da Colúmbia Britânica até à Califórnia.

### Portugal

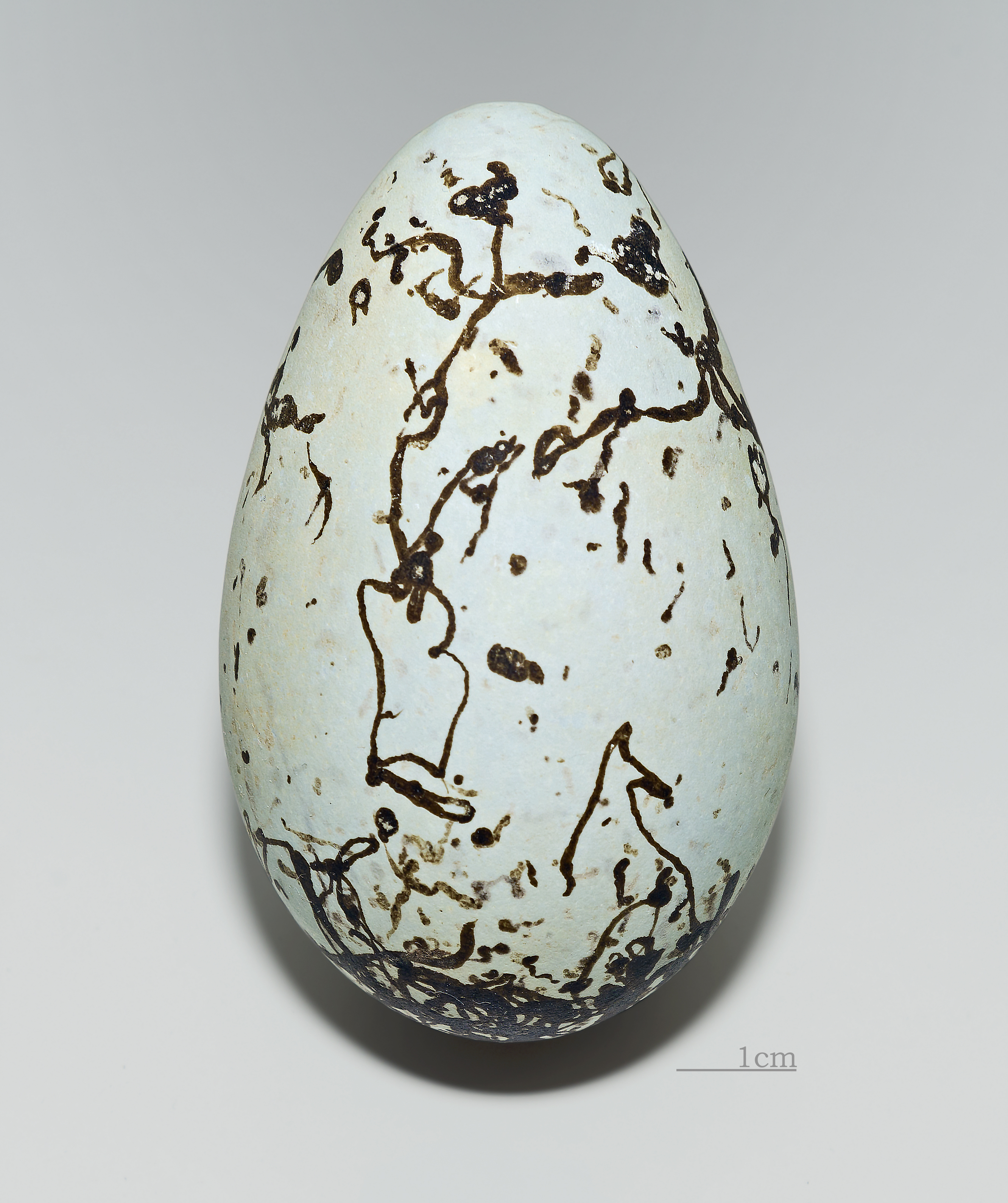
Uria aalge MHNT

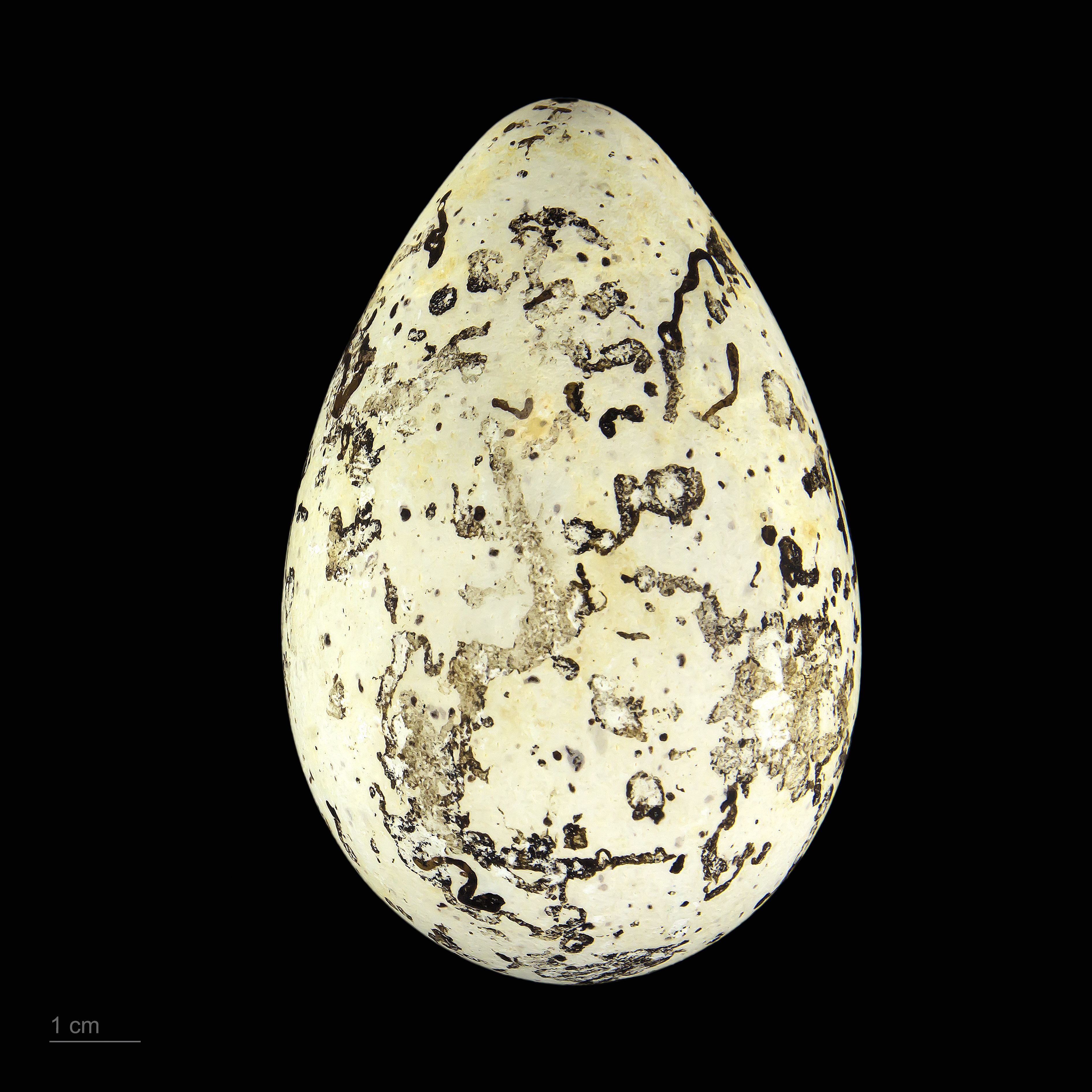
Uria aalge aalge - MHNT

Em Portugal, esta espécie assume, sobretudo, o papel de ave invernante. De modo que pode marcar presença, ao longo de toda a costa continental portuguesa, sendo certo que tende a avistar-se mais amiúde à medida que se avança para Norte.
Em Portugal existia uma pequena população nidificante nas Berlengas, contudo, crê-se que esta população se encontrará, porventura, extinta ou à beira da extinção.
Era possível avistá-la na ilha da Berlenga Grande entre Janeiro e Julho, que é a sua época de reprodução.